# Tahodio
Tahodio, o la Vall de Tahodio, és una entitat de població pertanyent al municipi de Santa Cruz de Tenerife, a l'illa de Tenerife. Administrativament s'enquadra al districte d'Anaga.

## Toponímia
El seu nom és de procedència guanxe; significa, segons alguns autors, 'borbolleig'.

## Característiques
Es localitza al llarg del llit del barranc del mateix nom, al vessant sud del massís d'Anaga, a uns 3,7 quilòmetres del nucli urbà de Santa Cruz, i a una altitud mitjana de 167 msnm.
L'altitud màxima de la localitat es dona en l'elevació coneguda com a Cabezo de la Cruz del Carmen, a 986 msnm.
Abasta una superfície total d'11,15 km², gran part de la qual es compon d'una extensa zona rural i natural, com succeeix amb la resta de barris del districte d'Anaga.
Es tracta d'un mas de cases disperses que es pot dividir en els petits nuclis diferenciats de: Tahodio, Puente de Hierro —Alt i Baix—, Cova Prieta, Valle Luis, Casas de la Charca i Valle Vega.
Quant al paisatge destaquen la muntanya d'Aguirre a la part superior de la vall, declarada Muntanya d'Utilitat Pública i zona d'accés controlat perquè és un antic bosc de laurisilva de condicions singulars, i la coneguda com a Charca de Tahodio, una antiga presa que proveïa d'aigua la ciutat de Santa Cruz.

## Demografia
| Any       | 2000 | 2001 | 2002 | 2003 | 2004 | 2005 | 2006 | 2007 | 2008 | 2009 | 2010 | 2011 | 2012 | 2013 | 2014 | 2015 | 2016 |
| --------- | ---- | ---- | ---- | ---- | ---- | ---- | ---- | ---- | ---- | ---- | ---- | ---- | ---- | ---- | ---- | ---- | ---- |
| Habitants | 100  | 98   | 108  | 103  | 103  | 103  | 101  | 107  | 103  | 105  | 110  | 101  | 97   | 99   | 97   | 92   | 93   |

## Història
La vall de Tahodio es troba poblada des d'època guanxe, tal com demostren els jaciments arqueològics trobats a les seues coves i vessants. Aquest territori pertanyia al menceyat d'Anaga.
Després de la conquesta de l'illa el 1496 pels europeus, les terres i béns naturals de la vall van passar a ser repartits entre els conqueridors i colons, i es va poblar a principis del segle xvi.
L'agost de 1914 es comença a construir la Charca o presa de Tahodio amb la finalitat de subministrar aigua a les finques existents a l'entorn de la capital. Aquesta obra hidràulica de gran importància es conclouria el 1926.
El 1994 pràcticament la totalitat de Tahodio passa a incloure's a l'espai protegit del Parc Rural d'Anaga.
Durant les intenses pluges esdevingudes a Santa Cruz l'1 de febrer de 2010, que van afectar molt diverses poblacions d'Anaga, Tahodio en va ser una de les més perjudicades.

## Economia
La majoria dels habitants de Tahodio treballa en el sector de serveis fora del barri; persisteix, així mateix, en el propi nucli, una mica d'agricultura de patates i cítrics, i unes poques explotacions de bestiar porcí, caprí i boví.

## Comunicacions
S'accedeix al barri a través de l'avinguda de José Martí i de la carretera de Tahodio.

### Camins
Tahodio té alguns camins per a la pràctica de l'excursionisme, que condueixen des del barri fins al mirador de Pic del Inglés i als nuclis de Valleseco o Catalanes.

## Galeria

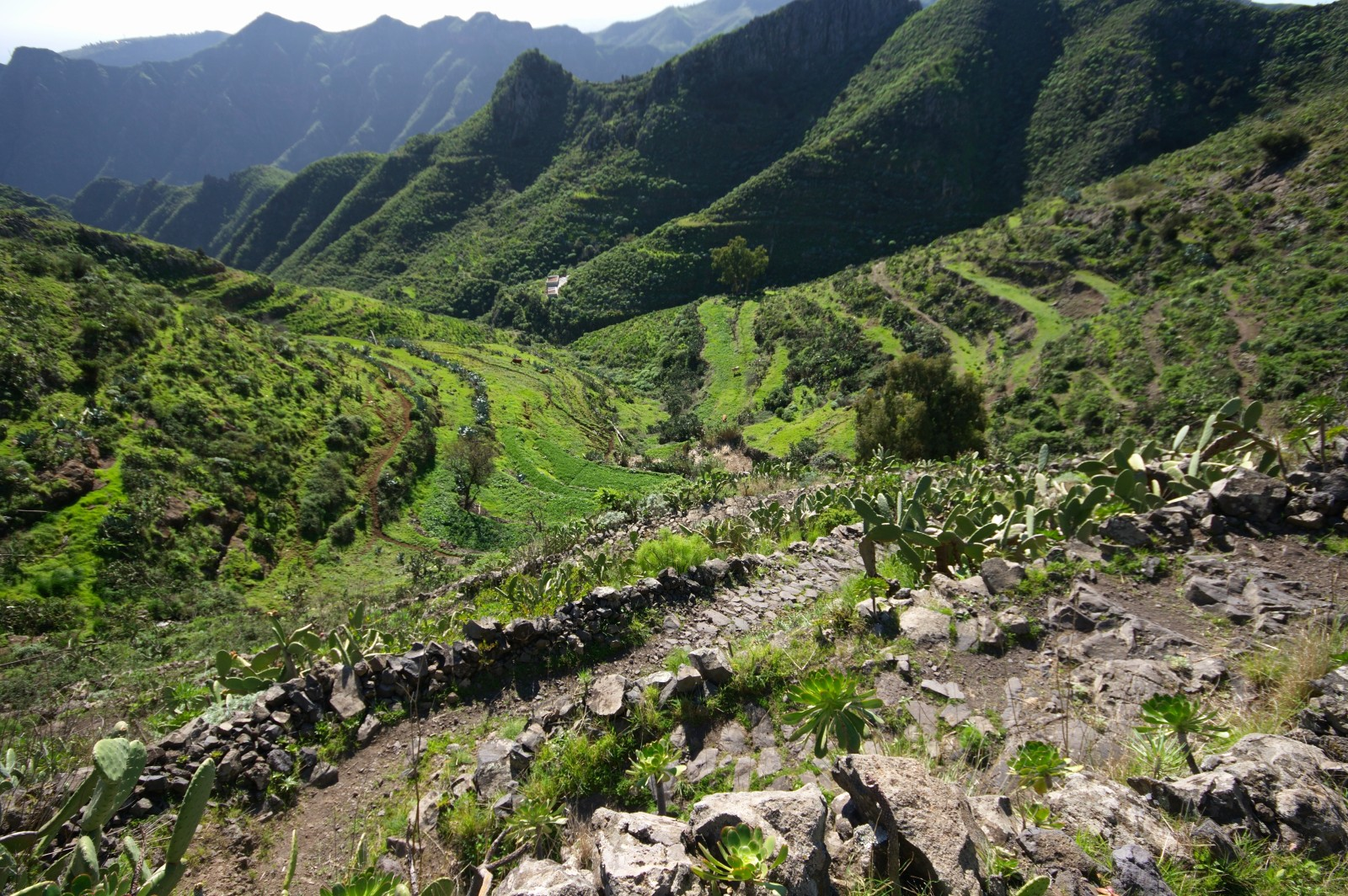
Vall de Luis
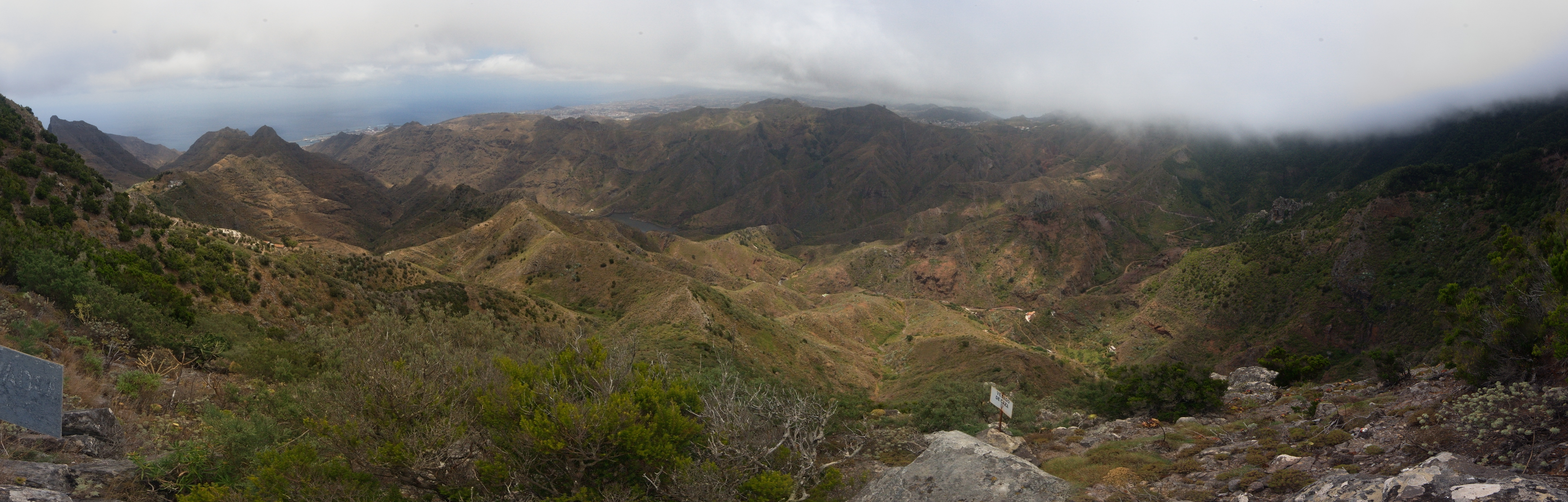
Vall de Luis i Vall de Tahodio
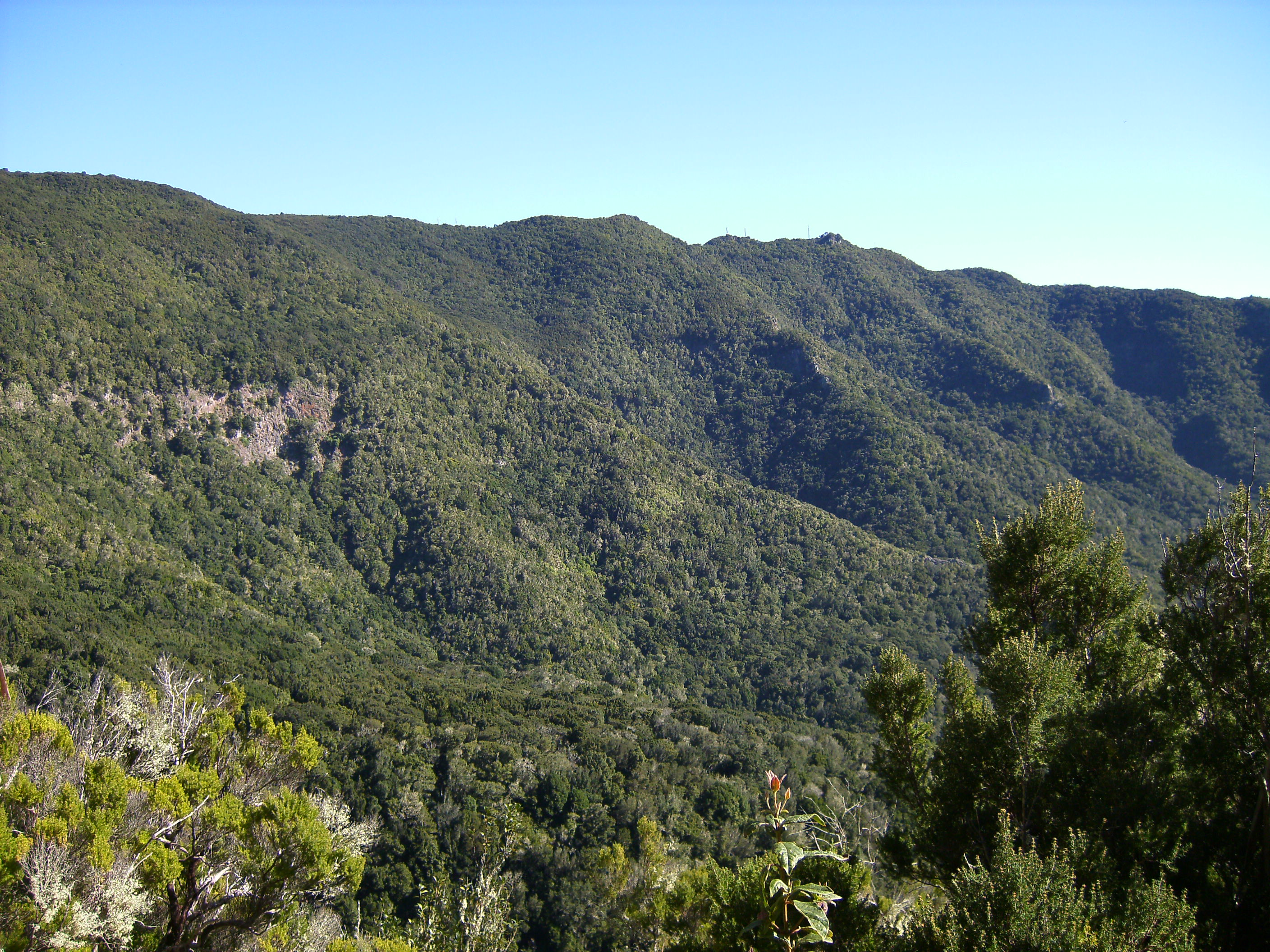
Muntanya d'Aguirre
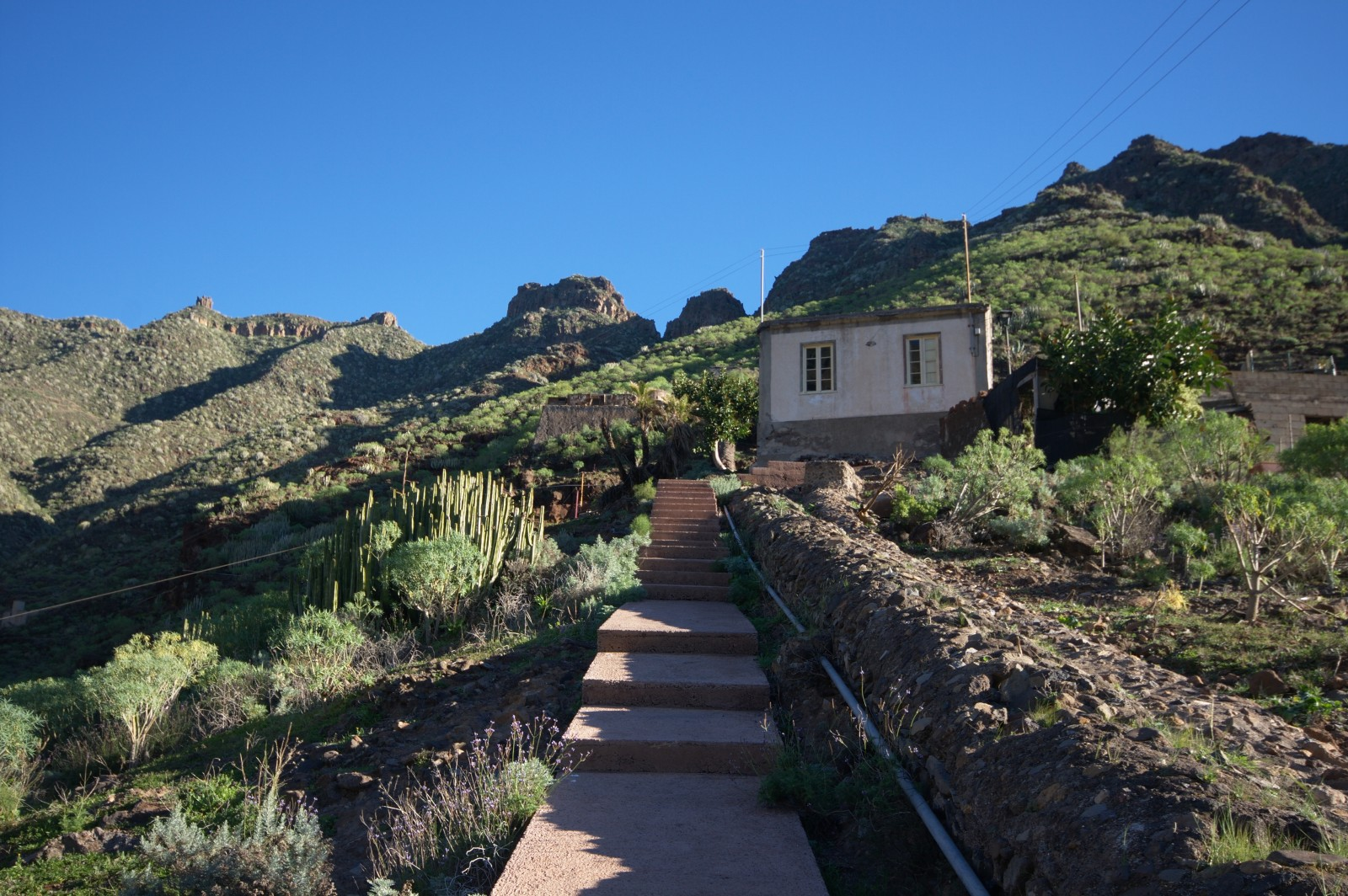
Paratge de Tahodio